# Ayuntamiento de París
El Ayuntamiento de París (Hôtel de Ville de Paris, en francés) alberga las instituciones del gobierno municipal de París.
El mismo se ubica frente a la Plaza del Ayuntamiento (Place de l'Hôtel-de-Ville, anteriormente llamada Place de Grève) en el IV Distrito de la ciudad. Ha albergado el ayuntamiento de París desde 1357. Actualmente se utiliza para múltiples propósitos: aloja la administración de la ciudad, allí tiene su despacho el alcalde de París (desde 1977), y también se utiliza para brindar grandes recepciones. En los últimos años, la Place de l'Hôtel-de-Ville se ha engalanado en gran parte de primavera y verano con un «jardín efímero», en el que el Ayuntamiento instala miles de especies vegetales además de un hermoso estanque con sus respectivas especies de plantas, sin embargo, en 2009 no hubo estanque.

## Historia

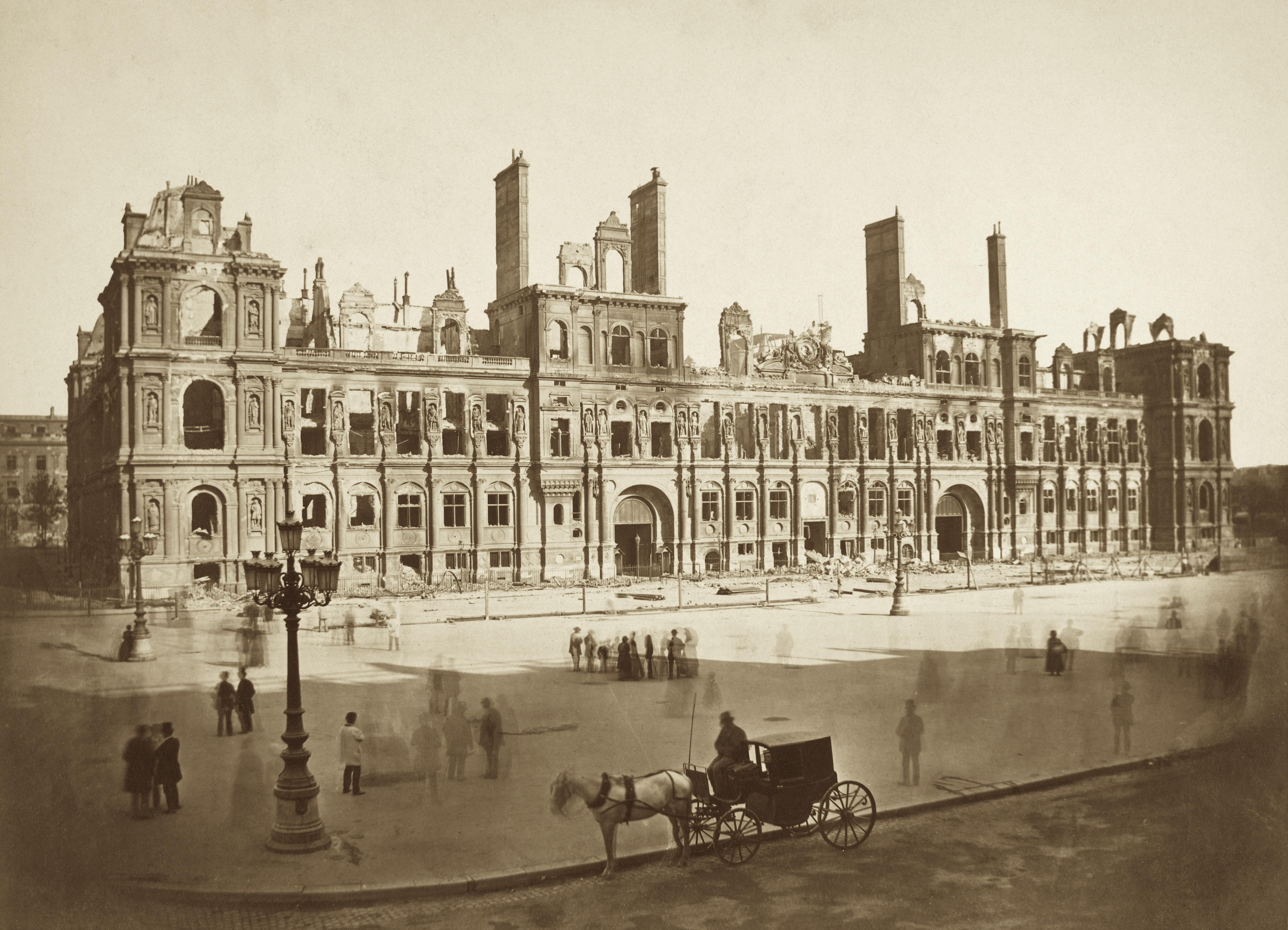
El ayuntamiento en 1871, después de la Comuna de París.

Etienne Marcel adquirió la «Casa de las Columnas» en nombre del municipio en julio de 1357. Aquí es donde, desde entonces, se encuentra el centro administrativo de París, las instituciones municipales. La Casa de las Columnas se sustituye en el siglo XVI por un palacio diseñado por el arquitecto italiano Domenico da Cortona, conocido como Boccador. Su construcción comenzó en 1533 y terminó en 1628. Las ampliaciones se añadieron entre 1836 y 1850 conservando la fachada renacentista.
Durante la Comuna de París, el incendio provocado por un grupo de comuneros en 1871 redujo a cenizas el palacio. Los archivos y la biblioteca de la ciudad sufrieron el mismo trágico suceso. Ambas colecciones vitales de París anteriores a 1860 (documentos de la ciudad y el registro) se perdieron para siempre, los primeros en un incendio en el Ayuntamiento y el segundo en el palacio de justicia. El edificio fue reconstruido entre 1874 y 1882 sobre los planes de los arquitectos Teodoro Ballu y Edouard Deperthes. La fachada de estilo neo-renacentista se basa, en gran medida, en la del edificio desaparecido.

### El ayuntamiento a principios delsigloXX
La plaza de Greve, rebautizada como la Place de l'Hôtel de Ville de 19 de marzo de 1803, se ha convertido en un espacio peatonal desde 1982.
París ha sido objeto de varias insurrecciones, el ayuntamiento era a menudo el punto focal de los motines, los rebeldes y los revolucionarios. Desde Etienne Marcel, la Fronda, la Revolución de julio de 1830 y febrero de 1848, la Comuna de 1871 hasta la liberación de París, el ayuntamiento es un lugar cargado de historia. 
El lugar donde se asienta el ayuntamiento de París es de gran prestigio, es donde los huéspedes son recibidos por el alcalde. El Ayuntamiento también se ha convertido en un espacio para exposiciones, es el edificio municipal más grande de Europa. Hasta 1977, la oficina del alcalde fue ocupado por el prefecto de París, que mide 155 metros cuadrados. El alcalde tuvo originalmente una vivienda oficial de 1400 metros cuadrados, en parte transformada en vivero.

## Descripción

### Fachada del Ayuntamiento

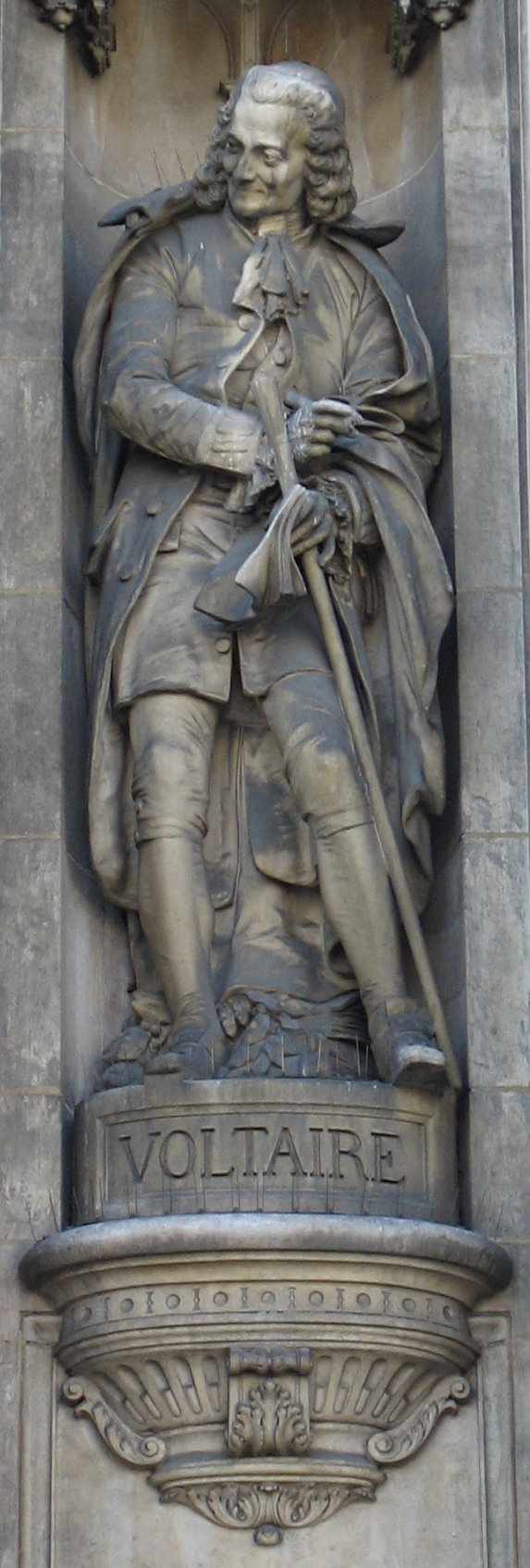
Escultura de Voltaire.

En la plaza se encuentran dos estatuas de bronce, alegorías de las Artes realizada por Laurent Marqueste y las Ciencias por Jules Blanchard. La fachada principal está decorada con estatuas de personas importantes de la ciudad de París, artistas, académicos, políticos, industriales, cuyos nombres se representaron en la fachada por orden alfabético:
- Jean le Rond d'Alembert, Jean Baptiste Bourguignon d'Anville, Antoine Arnauld,
- Jean Sylvain Bailly, Claude Ballin, Antoine-Louis Barye, Pierre-Jean de Béranger, Pierre-Antoine Berryer, Jean-Baptiste Biot, Nicolás Boileau, Étienne Boileau, Louis Antoine de Bougainville, André-Charles Boule, Guillaume Budé, Jean Bullant,
- Armand-Gaston Camus, Godefroi Cavaignac, Jean Siméon Chardin, Alexis Claude Clairaut, Paul-Louis Courier;
- Charles-François Daubigny, Jacques Louis David, Alexandre-Gabriel Decamps, Eugène Delacroix, Paul Delaroche, Ambroise Firmin-Didot, Charles Dumoulin,
- Henri Estienne
- Jean Bernard Léon Foucault
- Marie-Thérèse Rodet Geoffrin, Jean Goujon,
- Achille de Harlay, Marie-Jean Hérault de Séchelles, Ferdinand Herold
- Victor Jacquemont;
- Nicolas Lancret, Antoine Lavoisier, Dominique de Cortone, Charles Le Brun, Henri-Louis Caïn, André Le Nôtre, Pierre Lescot, Pierre de L'Estoile, Eustache Lesueur;
- Nicolas Malebranche, François Mansart, Pierre Carlet de Chamblain de Marivaux, Jules Michelet, François Miron, Mathieu Molé, Pierre de Montereau, Alfred de Musset
- Jean-Nicolas Pache, Étienne Pasquier, Charles Perrault, Jean-Rodolphe Perronet, Louis-Benoît Picard, Jean-Baptiste Pigalle, Germain Pilon;
- Philippe Quinault;
- Jean-François Regnard, Henri Victor Regnault, Richelieu, Manon Roland, Théodore Rousseau;
- Antoine-Isaac Silvestre de Sacy, Louis de Rouvroy, duc de Saint-Simon, Henri Sauval, Eugène Scribe, Michel-Jean Sedaine, Madame de Staël, Eugène Sue;
- François-Joseph Talma, Jacques-Auguste de Thou, Anne Hilarion de Costentin de Tourville;
- Horace Vernet, Abel-François Villemain, Eugène Viollet-le-Duc y Voltaire.

### El salón de baile del ayuntamiento de París
El salón de baile del Hôtel de Ville de Paris, fue diseñado como una réplica «republicana» de la Galería de los Espejos del palacio de Versalles, construida dos siglos antes. Después de haber sido incendiado durante la represión de la Comuna de París (1871), el Ayuntamiento fue reconstruido en estilo renacentista, durante la Tercera República. Los frescos de los arcos del salón de baile del Hôtel representan dieciséis provincias de Francia. Fueron realizados por cuatro pintores: Jean Joseph Weerts, François-Émile Ehrmann, Paul Milliet y Ferdinand Humbert.
- Arcos del Norte (Jean Joseph Weerts): Flandes y Picardía.
- Arcos del Este (François-Emile Ehrmann): Baya, Champán, Bretaña, Borgoña, Auvernia y Lorena.
- Arcos del Sur (Paul Milliet): Normandía y Condado de Niza.
- Arcos del Oeste (Fernando Humbert): Argelia, Lyon, Languedoc, Gascuña, Provenza y Guayana.

Algunas provincias francesas no incluidas fueron las de Franco Condado y Lemosín. Además, Alsacia, anexionada a Alemania en 1871 (y recuperada en 1919 por el Tratado de Versalles) está ausente; mientras que Argelia, anexionada a Francia en 1830 (y que abandonó la República en 1962 por el referéndum sobre la autodeterminación) está presente en el Salón de Baile.

## Galería de imágenes

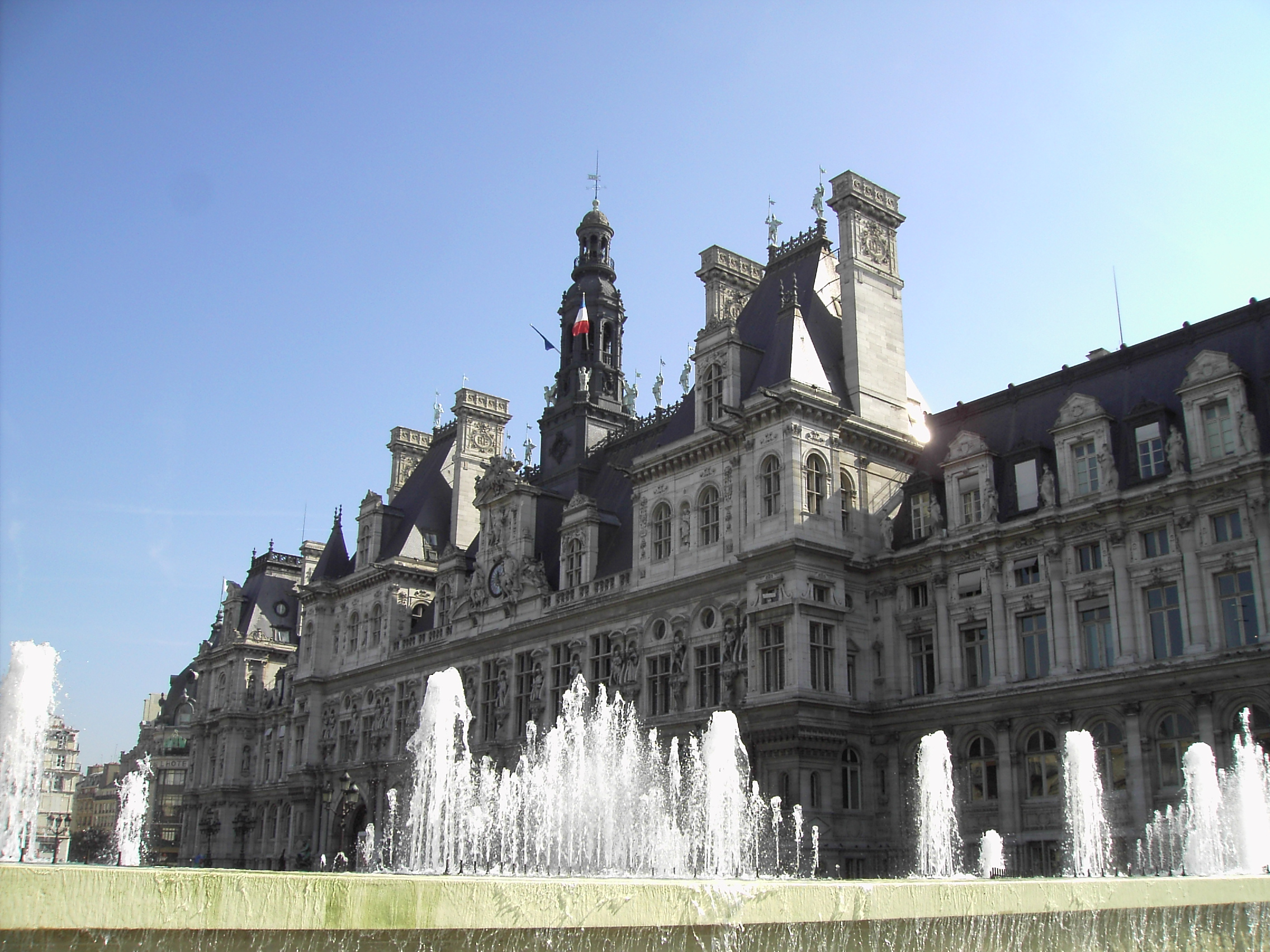
Fuente del Ayuntamiento
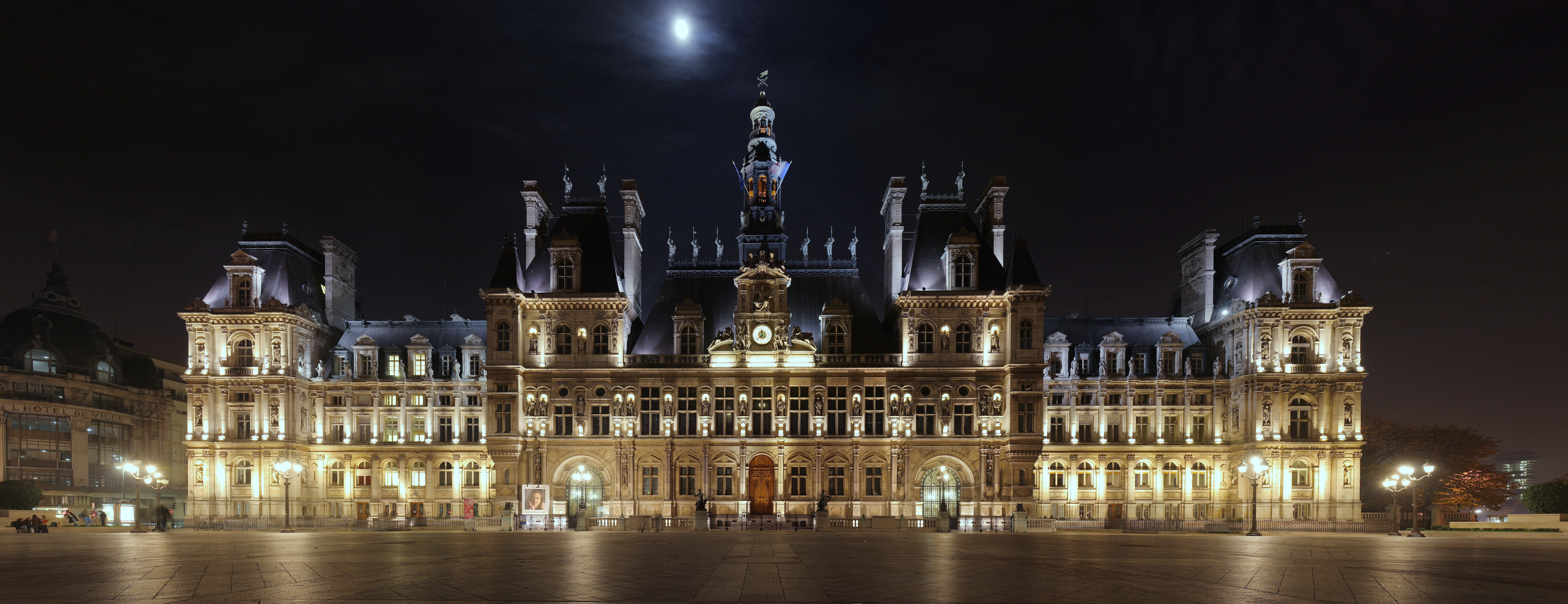
Fachada del Ayuntamiento de noche
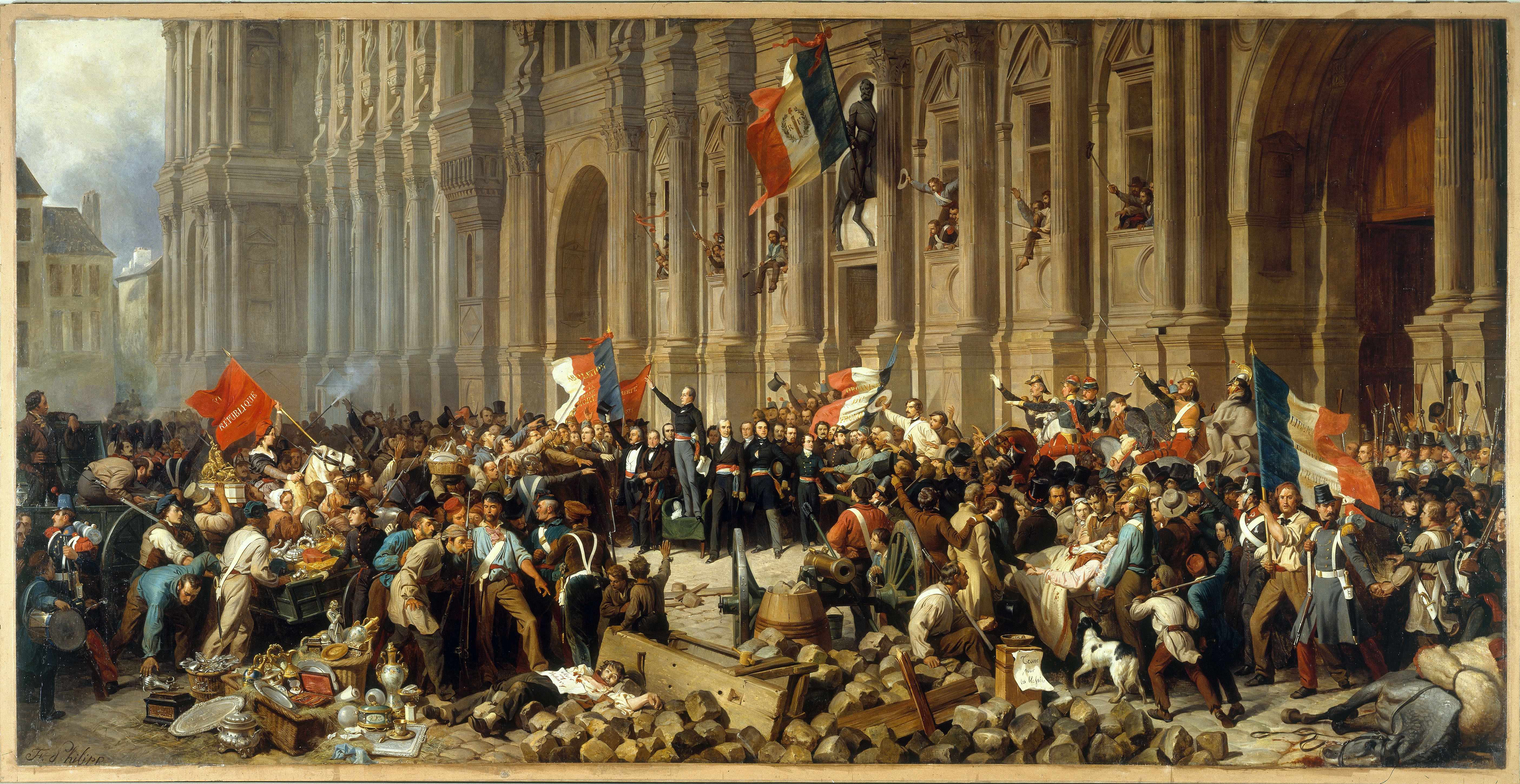
Revolución de 1848: Alphonse de Lamartine tomando el Ayuntamiento de París. Cuadro de Henri Félix Emmanuel Philippoteaux
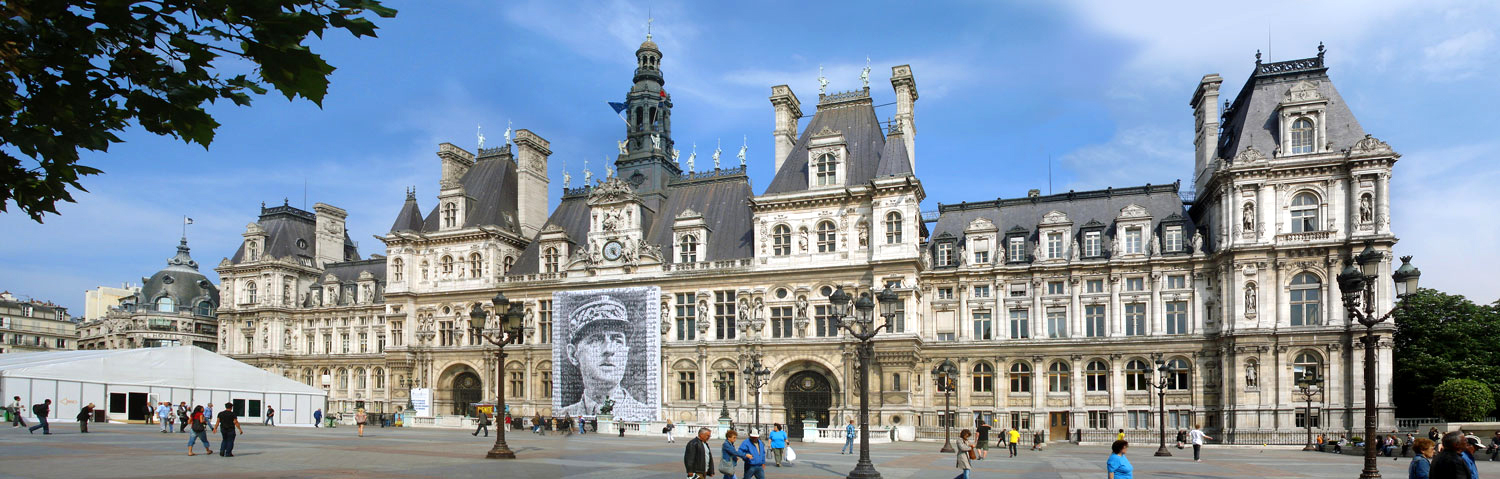
El ayuntamiento decorado con un retrato de Charles de Gaulle